# 卡涅特拉雷亚尔
卡涅特拉雷亚尔，是西班牙安达卢西亚自治区马拉加省的一个市镇。 总面积165平方公里，总人口2178人（2001年），人口密度13人/平方公里。